# Geki
« Geki » (pseudonyme que Giacomo Russo) est un pilote automobile italien né le 23 octobre 1937 à Milan et mort lors d'une course de Formule 3 disputée le 18 juin 1967 à Caserte.

## Biographie

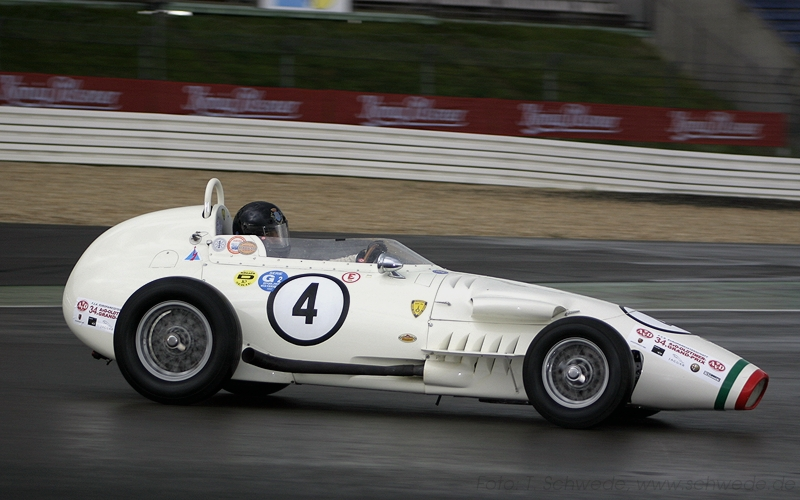
Une Stanguellini de Formule Junior, modèle avec lequel Geki a débuté en sport automobile

Giacomo Russo commence la compétition automobile au début des années 1960 en Formule Junior sur une Stanguellini. Il passe à la Formule 3 en 1960 et, après s'être classé quatrième du championnat italien pour sa première saison, il remporte le championnat l'année suivante sans avoir obtenu la moindre victoire. Il conserve son titre en 1962, avec quatre succès dont deux à Monza, dont il devient l’attraction locale. En 1963, il est champion pour la troisième fois consécutive et devient l'idole des amateurs automobile de Monza où il réalise un hat-trick. Il complète son palmarès en devenant une nouvelle fois champion d'Italie en 1964.
Geki, s'il décide de poursuivre sa carrière en Formule 3 dispute, en parallèle chez Abarth, le championnat de Formule 2. Il remporte à nouveau le championnat italien de Formule 3 grâce à six succès sur une de Sanctis mais n'obtient pas d'aussi bons résultats dans la catégorie supérieure.
En 1964, il participe pour la première fois au Grand Prix d'Italie de Formule 1 au sein du Rob Walker Racing Team qui engage une Brabham BT11 mais il ne parvient pas à se qualifier, échouant à huit dixièmes de seconde du dernier sur la grille, Maurice Trintignant. Il récidive l’année suivante, au volant d’une Lotus 25 et prend la vingtième place sur la grille ; il abandonne au trente-septième tour sur rupture de boîte de vitesses. Il prend à nouveau le départ de son Grand Prix national en 1966, sur une Lotus 33 ; vingtième et dernier sur la grille de départ, il se classe neuvième de l'épreuve à cinq tours du vainqueur Ludovico Scarfiotti.
Il participe aux 12 Heures de Sebring 1966 sur une Alfa Romeo Giulia TZ2 officielle d'Autodelta avec Gaston Andrey et termine quatorzième place du classement général,,.
Le 18 juin 1967, il se tue lors d'une course de Formule 3 disputée à Caserte. Après un accident multiple impliquant Ernesto Brambilla, Clay Regazzoni, Jurg Dubler, Romano "Tiger" Perdomi et Corrado Manfredini, le pilote suisse Beat Fehr (en) arrivé sur les lieux de l'accident, arrête sa voiture et en descend pour avertir les coureurs encore en course du danger présenté par l'empilement de voitures endommagées. Geki, ainsi que d'autres concurrents dont Perdomi, ne remarque Beat qu'au dernier moment et le percute ; Beat est tué sur le coup tandis que Geki meurt dans l'incendie de sa Matra brisée contre un mur et que Perdomi décède lui aussi.

## Résultats en championnat du monde de Formule 1
| Saison | Écurie                 | Châssis      | Moteur    | Pneus  | GP disputés | Points inscrits | Classement |
| ------ | ---------------------- | ------------ | --------- | ------ | ----------- | --------------- | ---------- |
| 1964   | Rob Walker Racing Team | Brabham BT11 | BRM V8    | Dunlop | 0           | 0               | Nc.        |
| 1965   | Team Lotus             | Lotus 25     | Climax V8 | Dunlop | 1           | 0               | Nc.        |
| 1966   | Team Lotus             | Lotus 33     | Climax V8 | Dunlop | 1           | 0               | Nc.        |

## Résultats aux 24 heures du Mans
| Année | Équipe        | Voiture                 | Équipiers     | Résultat |
| ----- | ------------- | ----------------------- | ------------- | -------- |
| 1965  | Autodelta SpA | Alfa Romeo Giulia TZ II | Carlo Zuccoli | Abandon  |